# Genevieve O'Reilly
Pour les articles homonymes, voir O'Reilly.
Genevieve O'Reilly, née le 6 janvier 1977 à Dublin, est une actrice australo-irlandaise.

## Biographie
Genevieve O'Reilly est connue pour son rôle de Mon Mothma dans la saga Star Wars, sénatrice de la planète Chandrilla. Elle apparaît d'abord dans des scènes coupées du film Star Wars, épisode III : La Revanche des Sith qui seront incluses dans les bonus du DVD. Elle reprendra son rôle dans le film Rogue One: A Star Wars Story en 2016 et dans la série d'animation Star Wars Rebels, puis dans les productions Disney+ Andor et Ahsoka.
Elle joue le rôle de l'officier Wirtz dans les films Matrix Reloaded et Matrix Revolutions.
Elle participe aux films Victoria : Les Jeunes Années d'une reine, Tarzan, Tolkien et Canicule.
À la télévision, elle tient des rôles récurrents dans les séries MI-5 et Episodes.
Elle est la voix de Moira dans le jeu vidéo Overwatch et sa suite Overwatch 2.

## Filmographie

### Cinéma
- 2003 : Matrix Reloaded : Officer Wirtz
- 2003 : Matrix Revolutions : Officer Wirtz
- 2004 : Cyber Wars : Dash MacKenzie
- 2004 : Right Here Right Now : Pizza Girl
- 2005 : Mary Bryant (téléfilm) : Alicia
- 2005 : Star Wars, épisode III : La Revanche des Sith : Mon Mothma
- 2009 : Victoria : Les Jeunes Années d'une reine : Lady Flora Hastings
- 2009 : Forget Me Not : Eve Fisher
- 2015 : Survivor : Lisa Carr
- 2016 : Rogue One: A Star Wars Story : Mon Mothma
- 2016 : Tarzan : Alice Clayton
- 2017 : Le Bonhomme de neige : Birte Becker
- 2019 : Alex, le destin d'un roi (The Kid Who Would Be King) de Joe Cornish : Sophie
- 2019 : Tolkien de Dome Karukoski : Mme Smith
- 2020 : Canicule (The Dry) de Robert Connolly : Gretchen

### Courts-métrages
- 2012 : The Last Weekend: Behind the Scenes

### Télévision

#### Séries télévisées
- 2000 : Drama School : Elle-même
- 2001 : BeastMaster, le dernier des survivants : Nagha
- 2002 : Young Lions : Kimberly Oswald
- 2002-2005 : All Saints (en) : Leanne Curtis
- 2006 : Affaires d'États (The State Within) : Caroline Hanley
- 2007 : Entertainment Tonight : elle-même
- 2007 : The Time of Your Life (en) : Kate
- 2009 : MI-5 : Sarah Caulfield
- 2009 : Le Jour des Triffides (en) : Michelle Beadley
- 2010 : Londres, police judiciaire : Claudia Martin
- 2010 : Flics toujours (New Tricks) : Miranda Armstrong
- 2011 : Meurtres en sommeil : Julie Rees
- 2011-2014 : Episodes : Jamie Lapidus
- 2012 : Inspecteur Barnaby : Nina Morgan
- 2012 : The Last Weekend (en) : Daisy
- 2013 : Crossing Lines : Sienna Pride
- 2014 : The Honourable Woman : Frances Pirsig
- 2015 : Banished : Mary Johnson
- 2015-2017 : Glitch : Elishia McKellar
- 2016 : Les Enquêtes de Morse : Annette Richardson
- 2016 : The Secret : Hazel Buchanan / Hazel Stewart
- 2016 : Star Wars: Go Rogue : Mon Mothma
- 2016 : The Fall : Kinkead
- 2017 : Star Wars Rebels : Mon Mothma (animation, 5 épisodes)
- 2017 : Tin Star (en) : Angela Worth
- 2022-2025 : Andor :  Mon Mothma
- 2023 : Ahsoka : Mon Mothma

#### Téléfilms
- 2005 : Life : Shelly Deane
- 2005 : Second Chance : Susie Fulham
- 2007 : Diana, les derniers jours d'une princesse (en) : la princesse Diana Spencer[1]

### Jeux vidéo
- 2016 : Overwatch : Moira
- 2022 : Overwatch 2 : Moira

## Voix francophones
En version française, Genevieve O'Reilly est doublée par de nombreuses actrices jusqu'au milieu des années 2010. Ainsi, si Sybille Tureau la double dans MI-5 et Inspecteur Barnaby, elle est également doublée à titre exceptionnel par Marianne Leroux dans Londres, police judiciaire, Julie Dumas dans Crossing Lines, Gaëlle Savary dans The Honourable Woman, Malvina Germain dans Episodes, Odile Cohen dans The Last Weekend (en) et Céline Duhamel dans Survivor.
À partir de 2016, Genevieve O'Reilly est notamment doublée par Juliette Degenne dans The Fall et les œuvres Star Wars, tandis qu'elle est doublée à deux reprises par Laurence Bréheret dans Les Enquêtes de Morse et Tin Star (en), ainsi qu'à titre exceptionnel par Colette Sodoyez dans Canicule.